# Kaple Božího Těla (Bratislava)
Kaple Kristova Těla je malý barokní sakrální objekt nacházející se na Panské ulici v domě č. 11 v historickém jádru Bratislavy v okrese Bratislava I.
Svým vzhledem nepřipomíná církevní stavbu; její prostory jsou součástí barokně-klasicistního domu v řadové uliční zástavbě. Původní kaple, která se po úpravách zde nachází dodnes, se v domě (v dvorní křídle) nacházela již v roce 1396. Patřila Bratrstvu Božího těla, které vzniklo v roce 1349. Během bojů o Bratislavu mezi císařskými vojsky a vojsky Gabriela Betlena byla poškozena.
V roce 1772 pod vedením stavebního mistra Mateje Walcha došlo k její radikální přestavbě, kdy se změnilo i její umístění - přestěhovali ji do uličního křídla. Z období druhé poloviny 18. století pochází i barokní výzdoba interiéru s alegorickými malbami. Od roku 1850 kapli s domem spravovali jezuité, jejichž emblém se zachoval na vstupních dveřích do objektu.
Na uliční fasádě je nad vstupem osazen reliéf s výjevem vzkříšení, obsáhlým nápisem, datováním 1627 a rodovým erbem mecenáše stavební úpravy, kaločského arcibiskupa Jána Telegdyho.